# K・T・ヴォグト
K・T・ヴォグト（K.T. Vogt, Kate T. Vogt）は、アメリカ合衆国の女性声優。

## 出演作品

### 映画
- ナーズの復讐III ナーズ軍団、最終決戦!（アジータ・クルー）

### 日本のアニメ
- 天地無用!（白眉鷲羽）
- 魔法少女プリティサミー（鷲羽）
- 神秘の世界エルハザード（イフリータ）
- もののけ姫
- カウボーイビバップ